# Bánovce nad Bebravou
Bánovce nad Bebravou jsou slovenské okresní město v Trenčínském kraji. Žije zde přibližně 16 tisíc obyvatel.

## Historie
Podle archeologických nálezů bylo na území města popelnicové pohřebiště lužické kultury z období mladší doby bronzové. První písemná zmínka o Bánovcích pochází z roku 1232, kde je v darovací listině uherského krále Ondřeje II. uváděna jako Villa Ben. Již v roce 1376 byly Bánovce povýšeny na svobodné královské město. Historie města je spojena s velkou husitskou výpravou v letech 1431–1433 a zpustošením Turky v roce 1633. Ve středověku bylo významným střediskem řemeslné výroby, např. obuvnictví, tesařství, koželužství, kovářství, řeznictví, tkalcovství, krejčovství. V roce 1 598 byla v městečku kurie a 111 domů. V roce 1628 Illesházyové postavili opevněný kaštel. V roce 1720 mělo 115 daňových poplatníků, v roce 1784 žilo v 256 domech 2 222 obyvatel a v roce 1828 žilo 2 555 obyvatel v 290 domech.  Na počátku 17. století zde byla založena škola, která poskytovala základní vzdělání. Na konci druhé světové války o město probíhaly boje mezi partyzány a německým vojskem.
Dolné Ozorovce jsou poprvé zmíněny v roce 1234, náležely zemanským rodům. V roce 1598 žilo v obci 206 obyvatel v jedenácti domech a v roce 1828 žilo ve dvaceti šesti domech 229 obyvatel. Hlavní obživou bylo zemědělství. K okresnímu městu byly připojeny v roce 1960.
Horné Ozorovce jsou poprvé zmiňovány v roce 1232 a byly v majetku zemanských rodin. Od roku 1492 vlastnil ves rod Ottlýků, který nechal v centru vsi postavit opevněný kaštel s padacím mostem přes opevňovací příkop a se strážní věžičkou. Renesanční podobu získal v 18. století.

## Přírodní poměry
Okresní město leží v Bánovské pahorkatině ve výběžku Nitranské pahorkatiny v severní části Podunajské pahorkatiny na úpatí Strážovských vrchů v údolí řeky Bebravy. Severně od města se krajina mění a nad rovinou se zvedají Strážovské vrchy, na západě se zvedá Považský Inovec. Územím města protéká řeka Bebrava, do níž se vlévají vodní toky zprava: Radiša, Dubnička, Jelešnica a zleva: Svinica, Machnáč. Město leží v nadmořské výšce 216 metrů na území, které tvoří mladší terciérní vrstvy s uhelnými slojkami poryté spraší. Povrch je členěn úvaly na krátké široké hřbety. Z původních dubohabřin zůstaly bukové, dubové a borové lesy. Celková rozloha okresního města je 26,5481 km², z toho v roce 2020 připadalo 62 % na zemědělskou půdu. Celkové využití půdy (2020): 54 % orná půda, 4 % zahrady a ovocné sady, 15 % lesy a 3 % vodní plochy. V roce 2024 připadalo 1652,68 ha na zemědělskou půdu, z toho 1420,84 ha byla orná půda, 86,54 ha zahrady, 16,06 ha ovocné sady a 129,23 ha zaujímaly travnaté plochy. Na lesy připadalo 388,96 ha, na vodní plochu 67,91 ha a na zastavěné plochy a nádvíří připadalo 113,09 ha.

### Doprava
Centrem města prochází silnice I/9 (Trenčín – Nováky), jižně od města je vybudován obchvat pro tranzit, který je součástí rychlostní silnice R2. Jihovýchodním okrajem prochází neelektrifikovaná železniční trať Trenčín – Chynorany. Město leží 28 km jihovýchodně od Trenčína, 35 km západně od Prievidze a 23 km severně od Topolčan.

## Městské části
- Bánovce nad Bebravou
- Biskupice
- Dolné Ozorovce
- Horné Ozorovce
- Malé Chlievany

## Pamětihodnosti
K historickým památkám města patří gotický kostel svatého Mikuláše z 15. století, později renesančně a barokně upravený, který stojí na hřbitově, socha svatého Floriána, socha svatého Jana Nepomuckého, budova fary a synagoga z 19. století. V centru města je římskokatolický kostel Nejsvětější Trojice z roku 1802. K významným památkám patří pomník Ľudovíta Štúra (první a největší pomník na Slovensku), kaštel rodu Ottlyků, budova městského úřadu a pamětní dům Janka Jesenského. Památník obětem fašizmu Cibislávka z roku 1962 od Jozefa Pospíšila.
Na území města stál Bánovský hrad.

## Osobnosti
- Ján Horárik – maďarský filozof slovenského původu.
- Jozef Rosinský – varhaník, sbormistr a hudební skladatel[13]
- Igor Hrušovský – slovenský filozof
- Miloš Hrušovský – slovenský politik
- Stanislav Szomolányi – slovenský kameraman
- Gabo Zelenay – slovenský sportovní komentátor a redaktor
- Andrew Moris – zpěvák
- Pavol Drapák – zpěvák